# Tubulophilinopsis
Genre
Tubulophilinopsis est un genre de gastéropodes (limaces de mer) de la famille des Aglajidae.

## Systématique

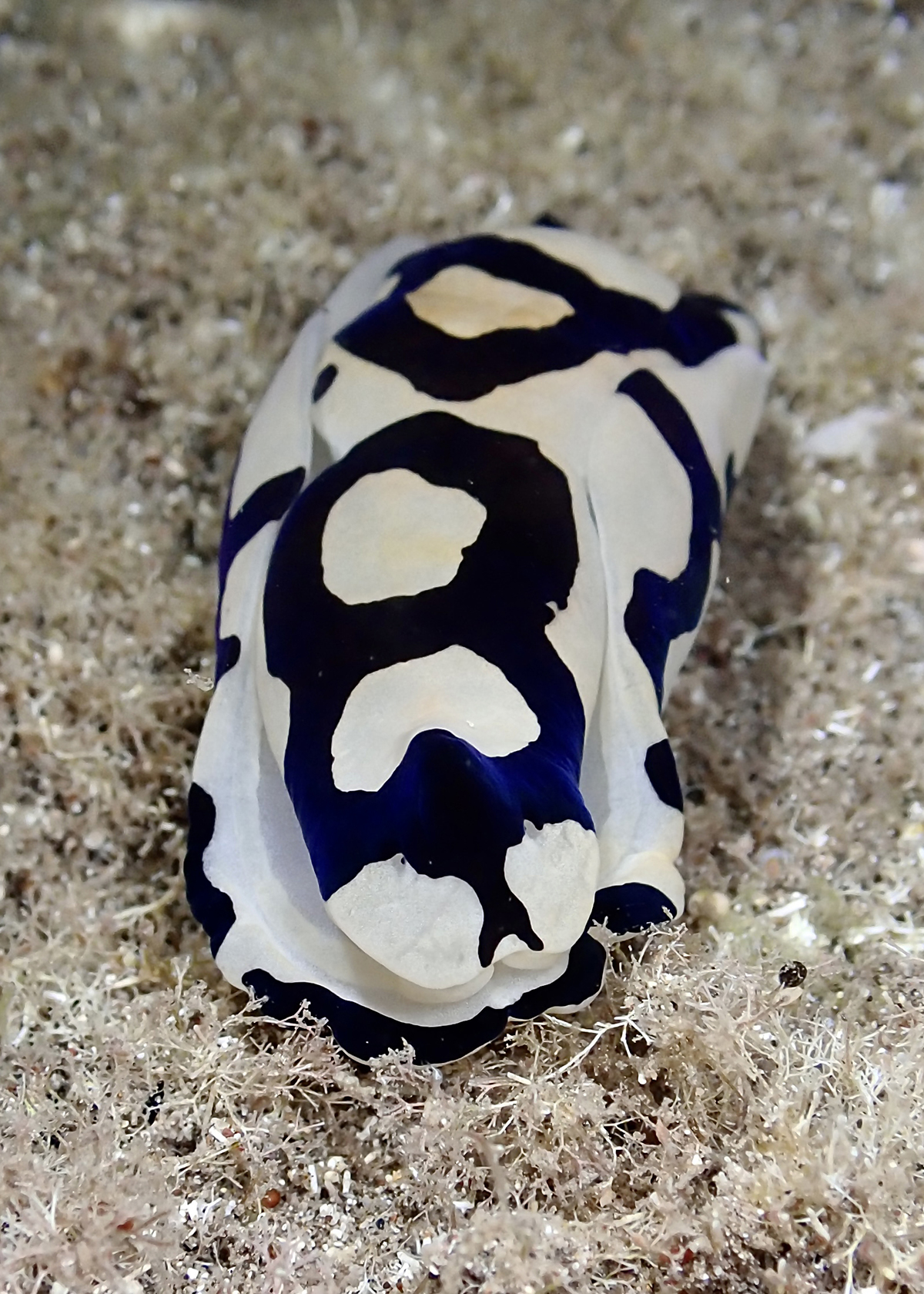
Tubulophilinopsis pilsbryi à la Réunion.

Le genre Tubulophilinopsis a été créé en 2017 par Andrea Zamora-Silva (d) et Manuel António E. Malaquias (d) avec pour espèce type Tubulophilinopsis pilsbryi.

## Liste des genres
Selon World Register of Marine Species (29 janvier 2018) :
- Tubulophilinopsis gardineri (Eliot, 1903)
- Tubulophilinopsis lineolata (H. Adams & A. Adams, 1854)
- Tubulophilinopsis pilsbryi (Eliot, 1900) - espèce type
- Tubulophilinopsis reticulata (Eliot, 1903)

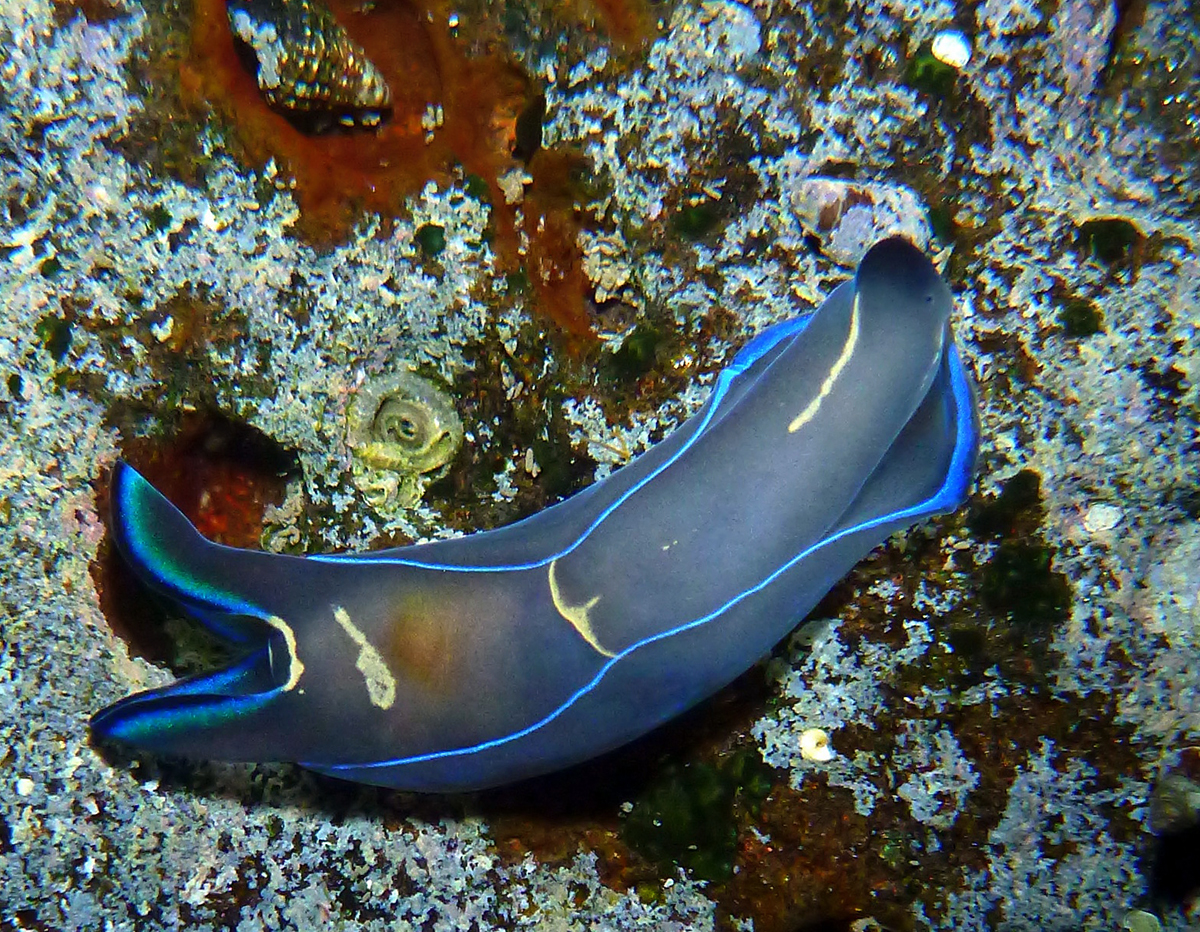
Tubulophilinopsis gardineri.
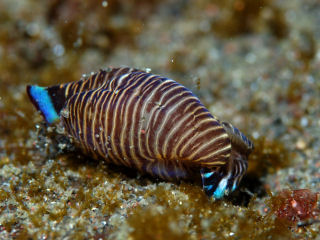
Tubulophilinopsis lineolata.
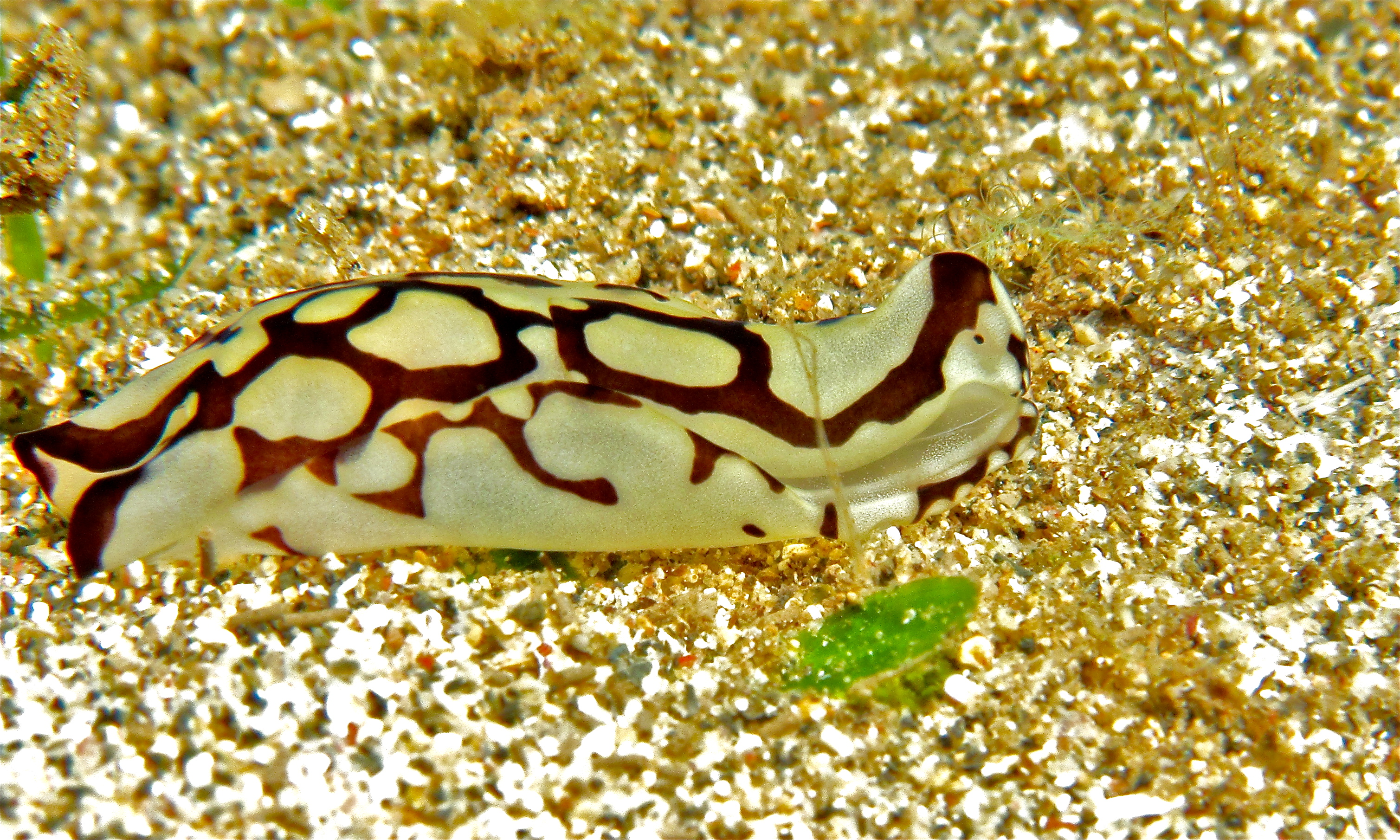
Tubulophilinopsis pilsbryi.
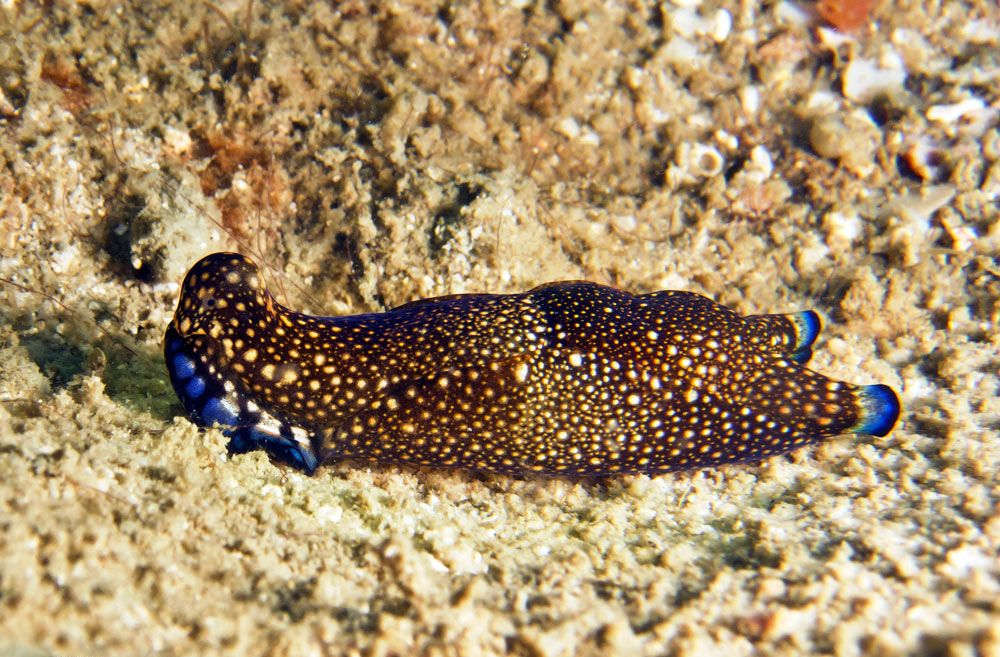
Tubulophilinopsis reticulata.

## Étymologie
Le nom du genre Tubulophilinopsis, du latin tubule, « tube », fait référence à la forme tubulaire du bulbe buccal présent chez toutes les espèces de ce nouveau genre.

## Publication originale
- (en) Andrea Zamora-Silva et Manuel António E. Malaquias, « Molecular phylogeny of the Aglajidae head-shield sea slugs (Heterobranchia: Cephalaspidea): new evolutionary lineages revealed and proposal of a new classification », Zoological Journal of the Linnean Society, Linnean Society of London et OUP, vol. 183, no 1,‎ 1er novembre 2017, p. 1-51 (ISSN 1096-3642 et 0024-4082, OCLC 01799617, DOI 10.1093/ZOOLINNEAN/ZLX064, lire en ligne).